# Nohy z jílu
Nohy z jílu (v originále Feet of Clay) je humoristická fantasy kniha Terryho Pratchetta, devatenáctá ze série Zeměplocha. V angličtině byla poprvé vydána v roce 1996 s obalem kresleným Joshem Kirbym, český překlad Jana Kantůrka vyšel v roce 1999.

## Obsah
Děj knihy volně navazuje (alespoň složením Městské hlídky a časem) na předchozí knihu z řady o Městské hlídce - Muži ve zbrani.
Hlídka tentokrát řeší paralelně sérii vražd neškodných staříků a pokus o otrávení vládce města - Lorda Vetinariho. Stopy obou případů se nakonec spojují a odhalují:
1. Spiknutí usilující o odstranění Vetinariho a obnovení monarchie, do jejíhož čela má být dosazen nejodpornější člen Hlídky - desátník Noby Nóblhóch. V čele spiknutí stojí vrchní ankhský herold (shodou okolností upír), který Nobymu „vymyslí“ rodokmen sahající až k rodině dávného posledního krále.
2. Postavu šíleného vraždícího golema, kterého ze svých částí poskládali ostatní městští golemové. Jeho šílenství je výsledkem příliš mnoha často protichůdných příkazů, které golemové vložili do jeho hlavy jako šém.